# Brottsplats Hollywood
Brottsplats Hollywood (engelska: Hollywood Homicide) är en amerikansk långfilm från 2003 i regi av Ron Shelton, med Harrison Ford, Josh Hartnett, Lena Olin och Bruce Greenwood i rollerna.

## Handling
Två poliser utreder ett mord samtidigt som de måste lösa sina privata problem.

## Om filmen
Filmen spelades in den 19 augusti-14 december 2002 i Beverly Hills, Los Angeles, Long Beach och Santa Monica. Den hade världspremiär den 10 juni 2003 i Westwood i Kalifornien och svensk premiär den 24 oktober samma år i Stockholm, Göteborg och Malmö. Åldersgränsen är 11 år.

## Rollista
| Harrison Ford        | – Sgt. Joe Gavilan       |
| Josh Hartnett        | – Det. K.C. Calden       |
| Lena Olin            | – Ruby                   |
| Bruce Greenwood      | – Lt. Bennie Macko       |
| Isaiah Washington    | – Antoine Sartain        |
| Lolita Davidovich    | – Cleo Ricard            |
| Keith David          | – Leon                   |
| Master P             | – Julius Armas           |
| Gladys Knight        | – Olivia Robidoux        |
| Lou Diamond Phillips | – Wanda                  |
| Meredith Scott Lynn  | – I.A. Detective Jackson |
| Tom Todoroff         | – I.A. Detective Zino    |
| James MacDonald      | – Danny Broome           |
| Kurupt               | – K-Ro                   |
| André Benjamin       | – Silk Brown             |
| Martin Landau        | – Jerry Duran            |
| Eric Idle            | – celebriteten           |
| Robert Wagner        | – sig själv              |
| Smokey Robinson      | – Cabbie                 |
| Butch Cassidy        | – sig själv              |

## Musik i filmen
- I Love Cali (In the Summertime) The Hollywood Version, skriven av Roscoe och Fingazz, framförd av Roscoe
- Oh No, skriven av Choppa, Krazy, Magic, T-Bo och Master P, framförd av Choppa, Krazy, Magic och T-Bo
- Funkytown, skriven av Steven Greenberg
- The Tracks of My Tears, skriven av Marvin Tarplin, Warren Moore och Smokey Robinson, framförd av Smokey Robinson och The Miracles
- Get 'Em Up, skriven av Ice Cube, Andy Gray, Paul Oakenfold och Steven John Osborne, framförd av Paul Oakenfold
- Yeah, skriven av Scott Storch, Aaron Martin, Arnold Beasley och Derek Jackson, framförd av 216
- A Day at the Races. skriven av David A. Axelrod, Lucas MacFadden, Charles Stewart, Courtenay Henderson, Marc Stuart, Dante Givens, Mark Potsic, Big Daddy Kane och John Simon, framförd av Jurassic 5
- Bang This, skriven av Meech Wells, Danny Means II och Snoop Dogg, framförd av Butch Cassidy featuring Snoop Dogg
- Jeanie with the Light Brown Hair, skriven av Stephen Foster
- You Got the Love, skriven av Chaka Khan och Ray E. Parker, framförd av Rufus featuring Chaka Khan
- Your Precious Love, skriven av Nick Ashford och Valerie Simpson, framförd av Marvin Gaye och Tammi Terrell
- Gossip Folks, skriven av Missy Elliott, Tim Mosley, Ludacris, Frankie Smith och William Bloom, framförd av Missy Elliott featuring Ludacris
- Losin' Your Mind, skriven av Xzibit Mike Elizondo och Ron Feemster framförd av Xzibit featuring Snoop Dogg
- My Girl, skriven av Ronnie White och Smokey Robinson, framförd av The Temptations
- A Woman's Worth, skriven av Alicia Keys och Erica Rose, framförd av Alicia Keys
- Lord Made An Angel, skriven och framförd av Michel Rubini